# Monumento a sir Bevil Grenville
El Monumento a sir Bevil Grenville (en inglés, Sir Bevil Grenville's Monument) es un monumento erigido en 1720 en Lansdown Hill, entonces llamado Lansdowne Hill, en la parroquia de Charlcombe a unos 6 km al noroeste de la ciudad de Bath, en Somerset, Inglaterra. Fue designada estructura catalogada de Grado II * en 1956 y monumento programado en 1950.
El monumento conmemora el heroísmo del comandante realista de la Revolución inglesa Bevil Grenville (1596-1643) de Stowe, Kilkhampton en Cornualles y Bideford en Devon, quien el 5 de julio de 1643 cayó herido de muerte en la batalla de Lansdowne, al frente de su regimiento de piqueros de Cornualles. Fue erigido por el nieto de Grenville y ha sido mantenido por sus descendientes. Esto ha incluido la reparación de inscripciones talladas en la base del monumento, elogiando a Grenville y sus fuerzas.

## Contexto
La Batalla de Lansdowne tuvo lugar el 5 de julio de 1643 durante la Revolución inglesa. Los realistas bajo Lord Hopton atacaron a los parlamentarios dirigidos por William Waller, quien ocupaba una posición de mando en Lansdowne Hill. Bajo el liderazgo de Bevil Grenville, los piqueros de Cornualles de Hopton asaltaron los parapetos de Waller, mientras que los mosqueteros realistas flanquearon a Waller pasando por los bosques a cada lado de su posición. Grenville resultó herido de muerte en un combate cuerpo a cuerpo cuando el caballo parlamentario contraatacó y fue expulsado. Recibió un golpe mortal en la cabeza con una polacha y fue llevado a la rectoría en las cercanías de Cold Ashton, donde murió.

## Historia
El monumento fue erigido en 1720 por George Granville (1666-1735), nieto de Bevil y heredero varón de William Granville (muerto en 1711), bisnieto de Bevil y el último varón en la línea superior de la familia. En 1714, el barón Lansdowne había erigido un monumento mural a Bevil en la Capilla de Grenville en la Iglesia de Santiago el Grande, Kilkhampton, Cornualles, en cuya parroquia estaba situada la sede de Stowe en Grenville.
El monumento ha sido reparado varias veces, en 1777, 1828 y 1879, cada vez financiado por los descendientes de Granville. Tenga en cuenta que la ortografía original era Bevil Granville, pero hoy en día se usan comúnmente Grenville o Greville.

## Descripción

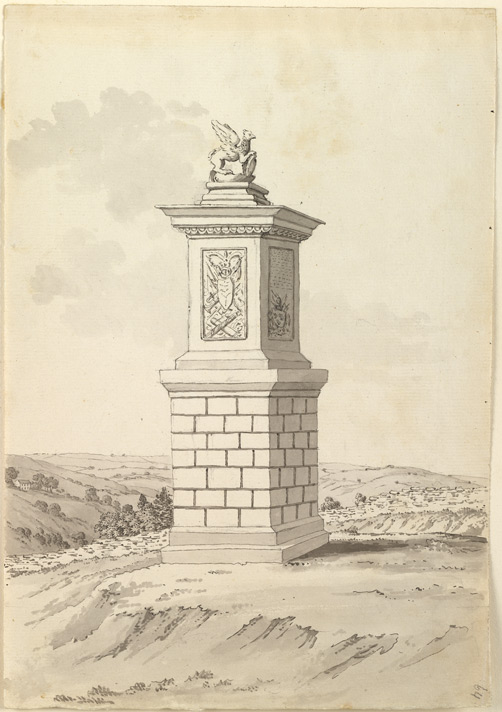
Dibujo de Samuel Hieronymus Grimm, Biblioteca Británica

El monumento es de sillería de piedra de sillería, de 7,6 m de altura, de estilo barroco inglés. En el lado sur hay una tablilla de pizarra con una cita inscrita del relato de Lord Clarendon (1609-1674) en su Historia de la rebelión y las guerras civiles en Inglaterra de la batalla de Lansdowne (1643).  En el lado norte hay dos poemas. En la parte superior hay un grifo (la cresta y los partidarios de los Grenville) que sostiene un escudo que muestra el escudo de armas de Grenville: Gules, tres clarines o. En otro lado se muestran las armas reales del rey Carlos II (1660-1685) sostenidas por las armas del hijo mayor y heredero de Bevil, John Granville (1628-1701) y por las armas del medio primo hermano de este último. El general George Monck (1608–1670) fue la figura principal detrás de la Restauración inglesa de Carlos II en 1660, para lo cual fue muy asistido por John Grenville, por cuyos servicios ambos fueron elevados a la nobleza.

## Inscripción
En el monumento está inscrita La Elegía sobre Sir Bevil Grenville, de William Cartwright, otro realista que también murió en 1643:
Este no fue el coraje de la Naturaleza ni esa cosa,
Valoramos lo que traen el Tiempo y la Razón,
Pero una furia divina feroz y alta,
Valor transportado al éxtasis.